# Serge Svizzero
Serge Svizzero, né le 5 janvier 1967.
Il est docteur en sciences économiques de l'université de Nice Sophia Antipolis (1994), professeur de sciences économiques, agrégé du supérieur, en poste à l'université de La Réunion depuis 1998.
De 2009 à 2011, il fut en délégation auprès du siège de l'Institut de recherche pour le développement (IRD), en qualité de chargé de mission partenariat avec les universités, puis de directeur-adjoint des relations internationales (responsable du pôle prospective et stratégie).
Il fut président de l'université de La Réunion de 2004 à 2008.
Professeur de sciences économiques, il s'implique dans l'université française notamment en étant membre élu de la commission permanente de la Conférence des Présidents d'Université en 2006. Ses diverses activités présentent toujours un lien avec la recherche : il fut directeur d'équipe de recherche, directeur d'école doctorale, vice-président recherche d'université, actuellement membre du conseil scientifique du CIRAD. Les activités liées à l'international, notamment celles relatives au développement et à la francophonie, sont son autre point fort : il est vice-président de la CORIE (Commission des relations internationales et européennes) de la CPU, membre élu du conseil associatif de l'AUF (Agence universitaire de la Francophonie), représentant la zone "Europe occidentale".
Durant son mandat, ses projets de budget pour l'université sont rejetés par les conseils d'administration successifs, et pour assurer son bon fonctionnement malgré le non-aboutissement des négociations budgétaires, l'université est mise "sous tutelle" du rectorat de La Réunion le 1er mars 2007, les projets de budget,,. La fin de son mandat est difficile, puisque décrié par ses pairs et son vice-président (et futur successeur), qui démissionne le 23 novembre 2007 À la suite de l'annulation des élections étudiantes et la volonté de les réorganiser durant les vacances, il sera également séquestré dans son bureau par une coordination des différents mouvements étudiants (Envie d'Avenir - Réunir-Cé) afin d'annuler toute séance du conseil d'administration.

## Formation
- Professeur de sciences économiques, agrégé des universités (1998).
- docteur en sciences économiques, université de Nice Sophia-Antipolis (1994).

## Activités scientifiques
- Membre du conseil scientifique du CIRAD (Centre de coopération internationale en recherche agronomique pour le développement) (2006- )
- Président du GIP « Cyclotron Réunion océan Indien » (2004- ).
- Vice-président du conseil scientifique (2002-2004) de l’Université de La Réunion.
- Directeur de l’école doctorale interdisciplinaire de l’université de La Réunion (2000-2002).
- Directeur du CERESUR, centre d’études et de recherches économiques et sociales de l’université de La Réunion, équipe d’accueil (1999-2006).

## Activités internationales
- Vice-président de la CORIE, commission des relations internationales et européennes de la CPU (Conférence des présidents d’université) (2006- ).
- Membre élu du conseil associatif de l’AUF (Agence universitaire de la francophonie), représentant la zone « Europe occidentale » (2005- ).
- Membre de la COREX (commission des relations extérieures) de la conférence des présidents d’universités (2004-2006 ).
- Expert auprès de l'Agence Europe éducation formation France (2007- )[réf. nécessaire].
- Liaison Officer du Forum Europe-Australie pour la science et la technologie (FEAST)[réf. nécessaire].

## Thèmes de recherche
- analyse des effets de la mondialisation economique, macro-économie et politique economique, relations economiques internationales[réf. nécessaire].